# رابرت ام. چارلتون
رابرت ام. چارلتون (به انگلیسی: Robert M. Charlton) سناتور سابق عضو حزب دموکرات ایالات متحده آمریکا بود. وی در سال ۱۸۵۲ تا ۱۸۵۳ میلادی سناتور ایالت جورجیا در سنای ایالات متحده آمریکا بود.